# 基伯龙
基伯龙（法語：Quiberon，法語發音：[kibʁɔ̃]）是法国莫尔比昂省洛里昂区的一个市镇，位于同名半岛南部。

## 地理
基伯龙（47°29'0"N, 3°7'14"W）面积8.83 平方千米，位于法国布列塔尼大區莫尔比昂省，位于基伯龙半岛最南端，和贝勒岛隔海相望。
与基伯龙接壤的市镇（或旧市镇、城区）包括：圣皮埃尔基伯龙。
基伯龙的时区为UTC+01:00、UTC+02:00（夏令时）。

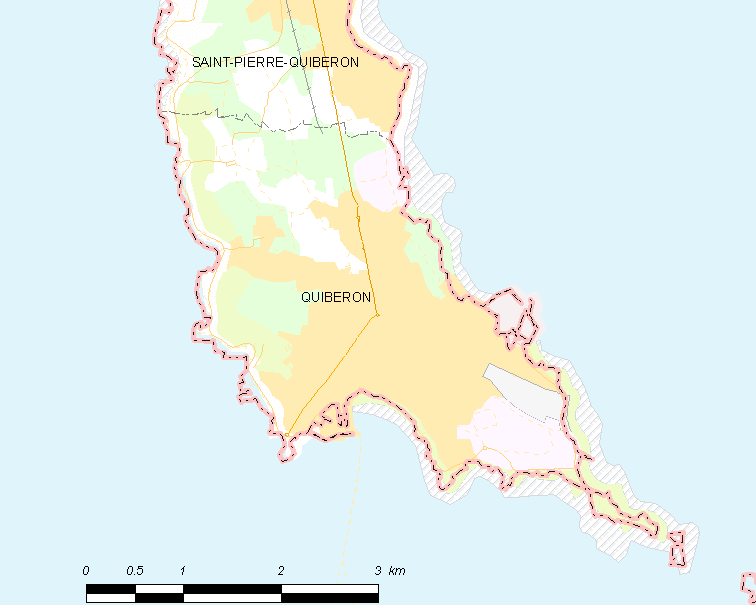
基伯龙的OSM定位图

## 行政
基伯龙的邮政编码为56170，INSEE市镇编码为56186。

## 政治
基伯龙所属的省级选区为基伯龙县。

## 人口

1962-2008年间基伯龙人口变化图示

基伯龙于2022年1月1日时的人口数量为4782人。

## 图集

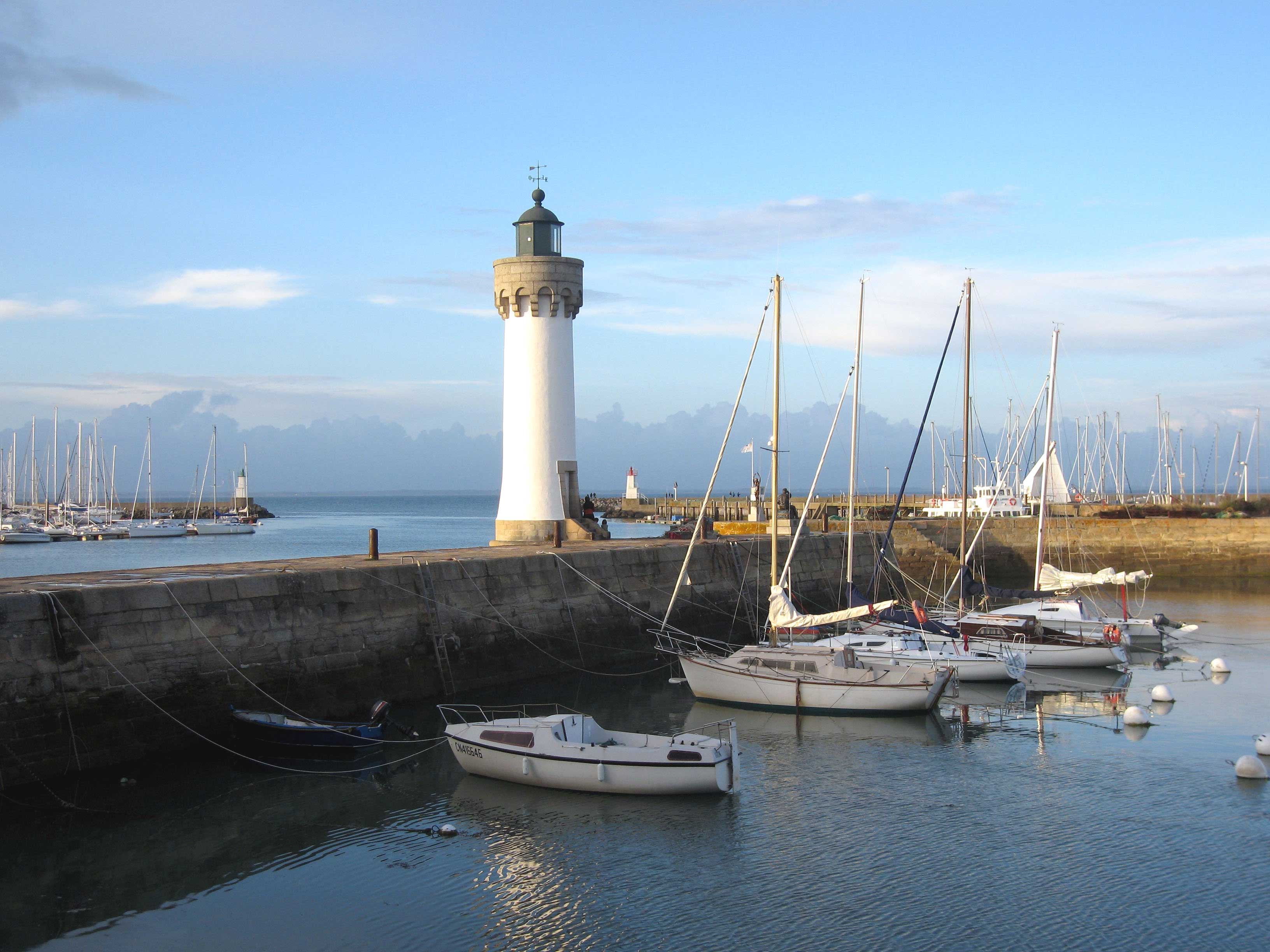
阿利冈港
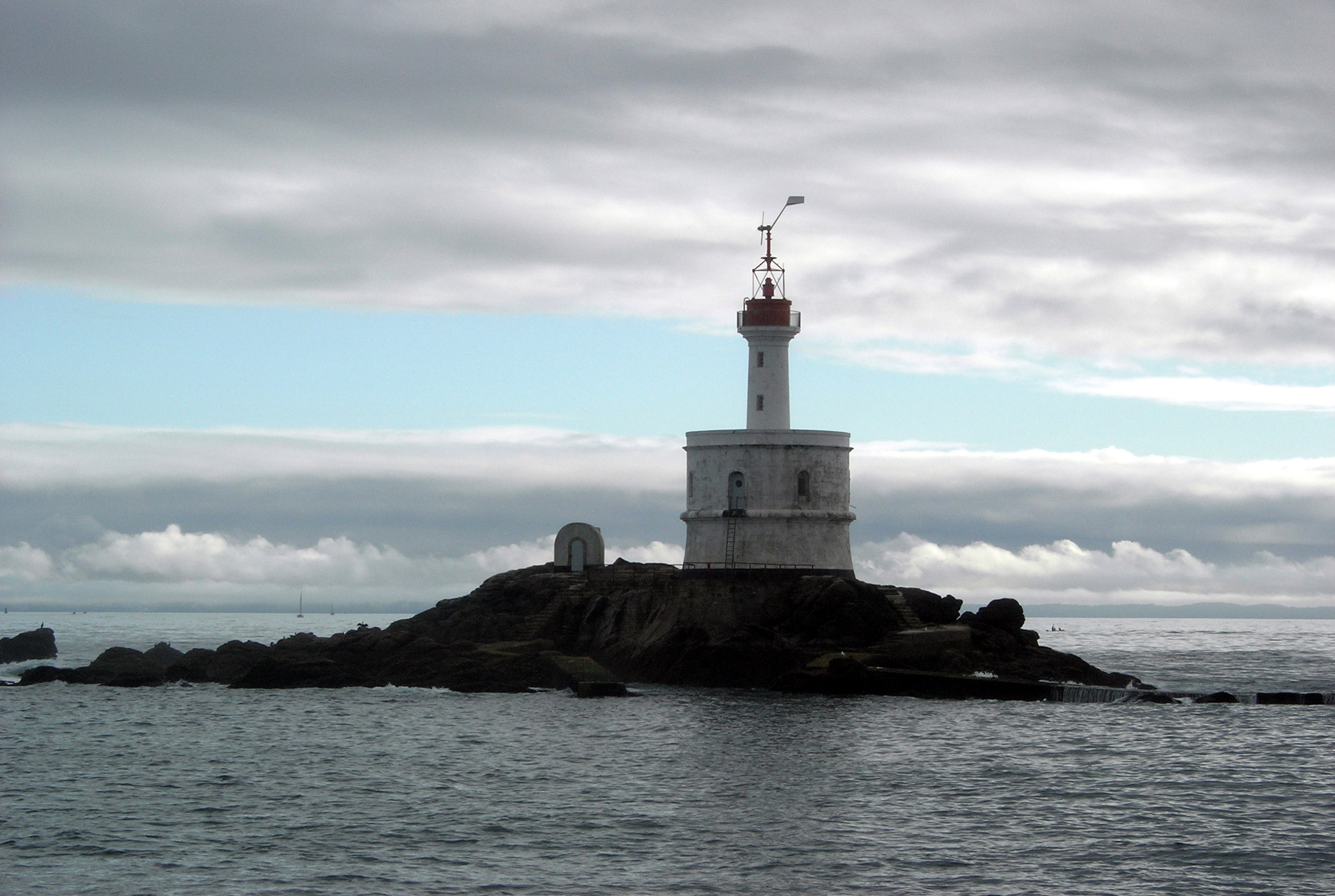
拉泰尼乌斯灯塔
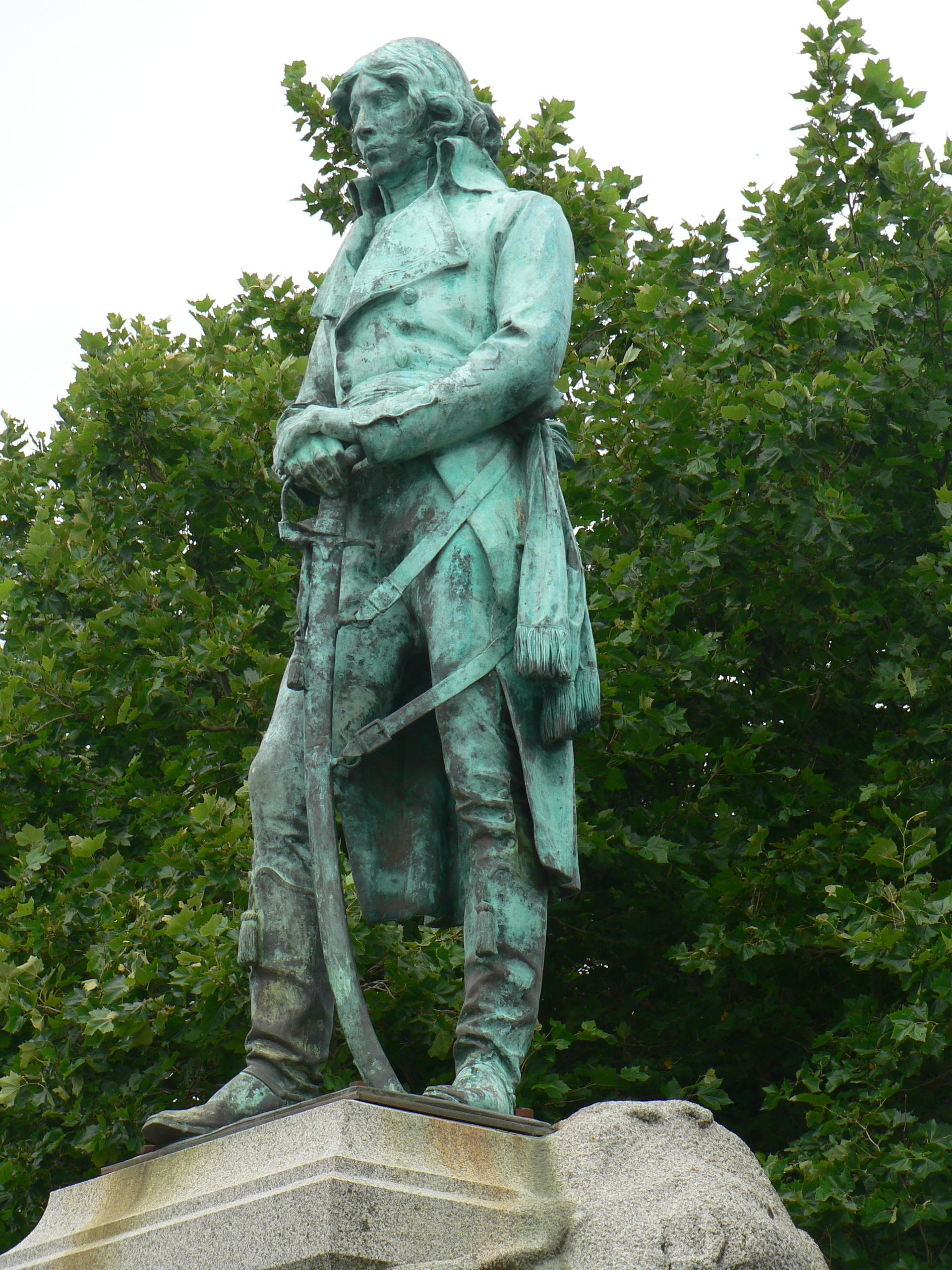
拉扎尔·奥什雕像
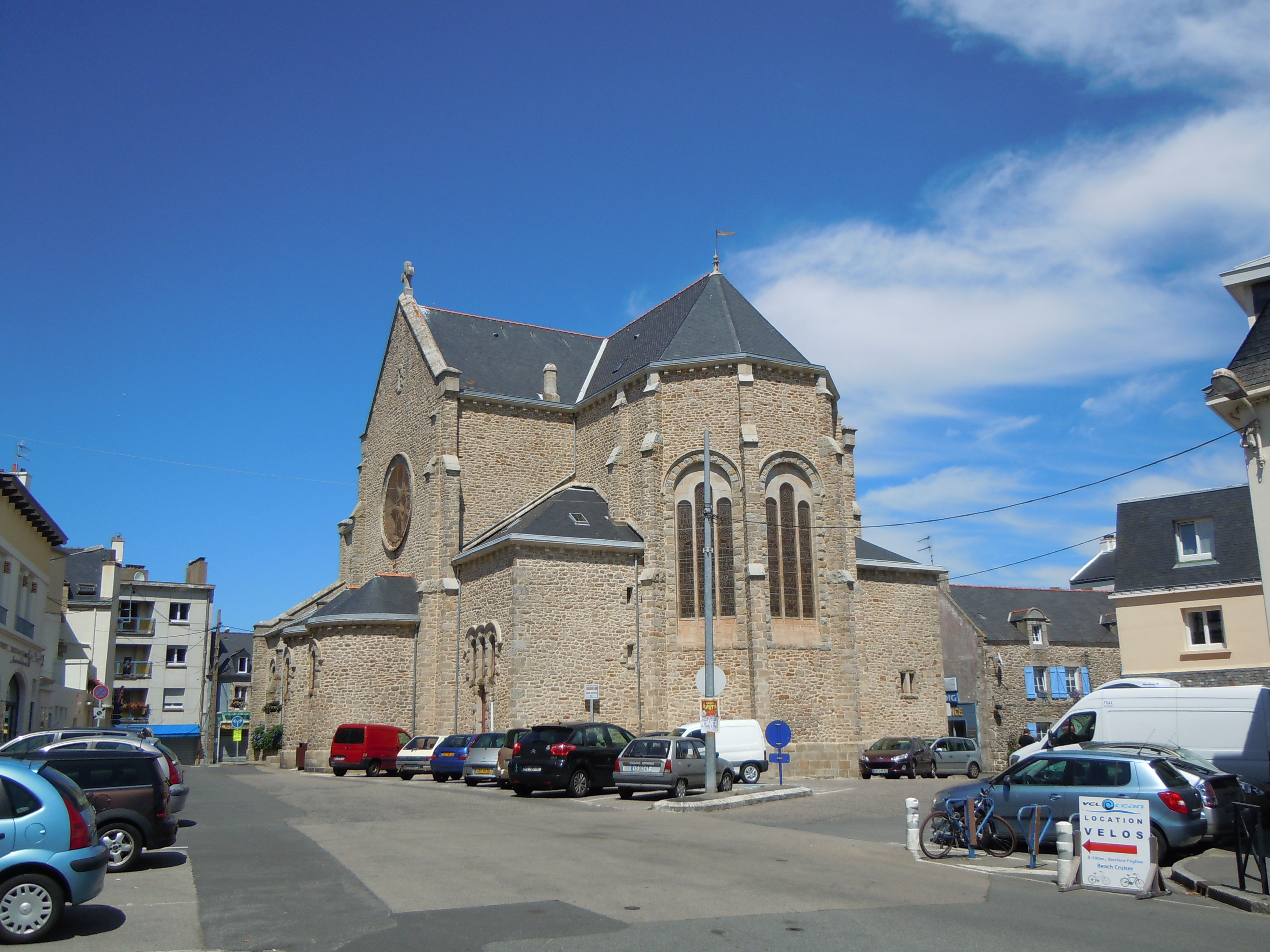
洛克玛丽亚圣母教堂
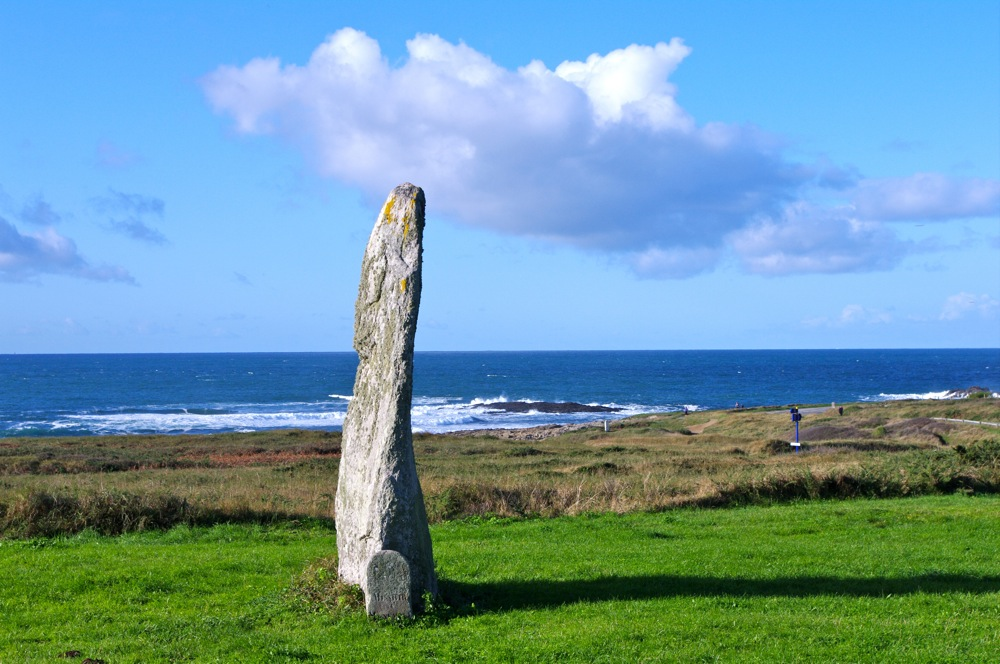
石柱
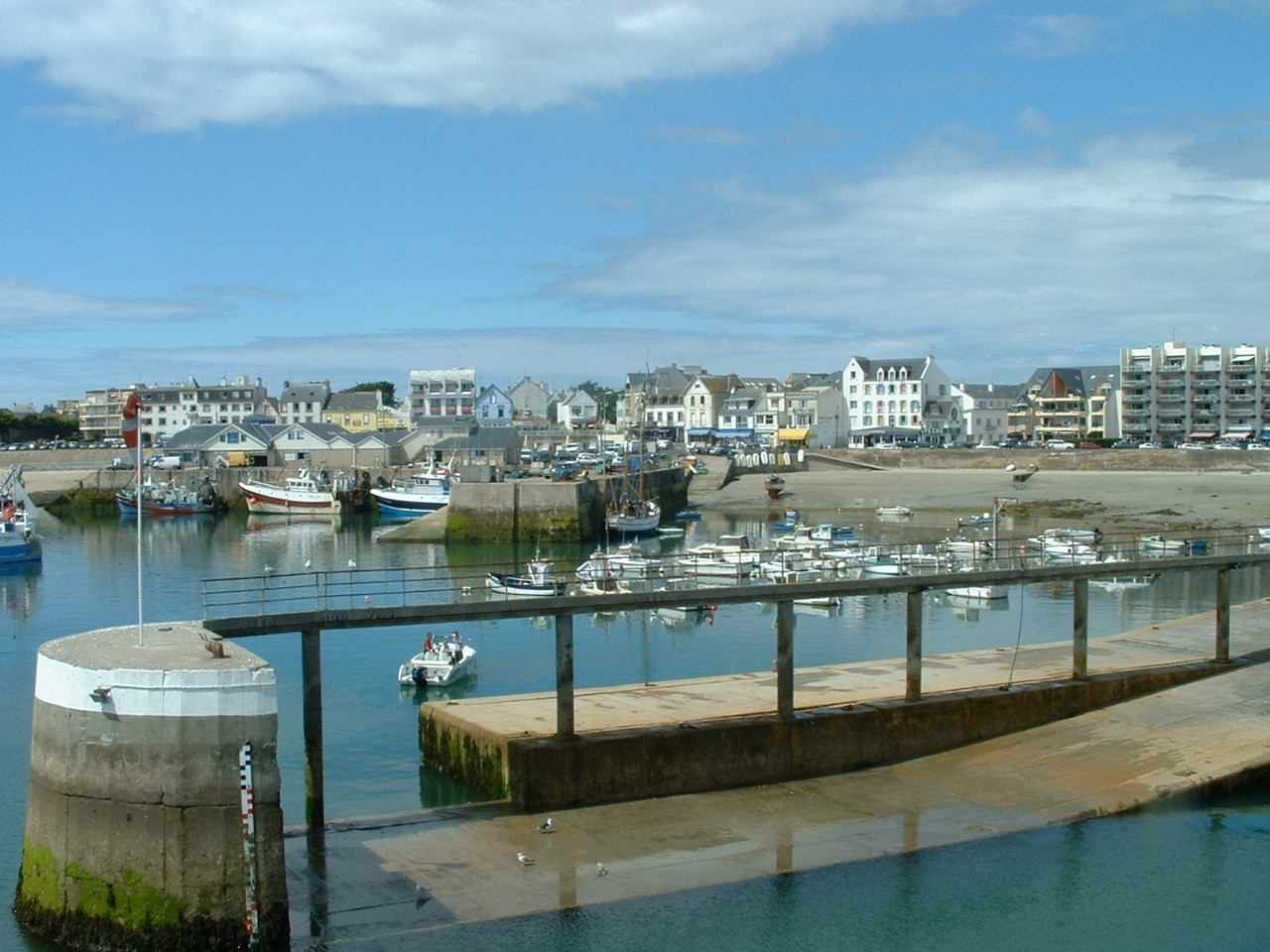
玛丽亚港